# Indohya panops
Espèce
Indohya panops est une espèce de pseudoscorpions de la famille des Hyidae.

## Distribution
Cette espèce est endémique du Kimberley en Australie-Occidentale,.

## Description
Les mâles mesurent de 1,04 à 1,28 mm et les femelles de 1,18 à 1,23 mm.

## Publication originale
- Harvey, 1993 : The systematics of the Hyidae (Pseudoscorpionida: Neobisioidea). Invertebrate Taxonomy, vol. 7, no 1, p. 1-32.